# Cantó de Brienne-le-Château
El cantó de Brienne-le-Château és un cantó francès del departament de l'Aube, situat al districte de Bar-sur-Aube. Té 25 municipis i el cap és Brienne-le-Château.

## Municipis
- Bétignicourt
- Blaincourt-sur-Aube
- Blignicourt
- Brienne-la-Vieille
- Brienne-le-Château
- Courcelles-sur-Voire
- Dienville
- Épagne
- Hampigny
- Lassicourt
- Lesmont
- Maizières-lès-Brienne
- Mathaux
- Molins-sur-Aube
- Pel-et-Der
- Perthes-lès-Brienne
- Précy-Notre-Dame
- Précy-Saint-Martin
- Radonvilliers
- Rances
- Rosnay-l'Hôpital
- Saint-Christophe-Dodinicourt
- Saint-Léger-sous-Brienne
- Vallentigny
- Yèvres-le-Petit

## Història
| Data d'elecció                           | Identitat          | Partit                           | Qualitat |
| ---------------------------------------- | ------------------ | -------------------------------- | -------- |
| 1945-1949                                | Emile Collin       | SFIO                             |          |
| 1949-19..                                | M. Péqueignot      | radical                          |          |
| 19..-1967                                | M. Doucet          | radical, després SFIO            |          |
| 1967-1979                                | Joseph Wagner      | Centrista, després Divers droite |          |
| 1979-1992                                | Pierre Rahon       | PCF                              |          |
| 1992-1998                                | Jacky Taupin       | Divers droite                    |          |
| 1998-2004                                | Pierre Rahon       | PCF                              |          |
| 2004-2011                                | Nicolas Dhuicq     | UMP                              |          |
| 2011-                                    | Jean-Marie Coutord | Divers droite                    |          |
| les dades anteriors no són pas conegudes |                    |                                  |          |
|                                          |                    |                                  |          |

## Demografia
| A partir de 1990: Població sense dobles comptes |